# Tom Dooley – rebellen
Tom Dooley – rebellen är en amerikansk film från 1959 i regi av Ted Post. Huvudrollerna spelas av Michael Landon, Jack Hogan och Jo Morrow. Filmen är baserad på en ballad från North Carolina, Tom Dooley, som inspirerats av det verkliga fallet med den dömda mördaren Tom Dula. The Kingston Trios version av sången blev en stor hit 1958 och är ledmotivet i filmen. Filmens handling utgår ifrån och stämmer överens med sångtexten men bär få likheter med det verkliga mordfallet från 1866.

## Handling
Vid slutet av det amerikanska inbördeskriget, leder sydstatssoldaten Tom Dooley ett angrepp mot en diligens, ovetande om att kriget redan är över. Dooley förklaras vara en mördare, men återvänder ändå till sin hemstad i hopp om att kunna gifta sig med sin fästmö, Laura Foster. Bråk bryter snart ut och han och Laura tvingas rymma, de förföljs då av överste Charlie Grayson som också har ett romantiskt intresse för Laura. 
Tom och Laura gifter sig och försöker fly till Tennessee, men de fångas snart av Grayson. Dooley blir nu inlåst i stadens fängelse efter en snabb rättegång, där han döms till hängning följande morgon, men han lyckas fly med hjälp av en av sina sydstatsarmévänner. Grayson fångar då Laura som försöker återförena sig med Dooley. Grayson försöker tvinga sig på Laura, men avbryts av Dooley och hans vän Country Boy. I den efterföljande kampen blir Laura av misstag knivhuggen medan Dooley och Grayson kämpar om en kniv och sedan skjuter Grayson och Country Boy ihjäl varandra. Laura dör sedan i Dooleys armar precis när sheriffen anländer och åter fängslar Dooley, som sedan leds bort till sin avrättning.

## Om filmen
Filmen hade biopremiär i USA i juli 1959 och fick Sverigepremiär den 5 oktober 1959.

## Rollista i urval
- Michael Landon - Tom Dooley
- Jo Morrow - Laura Foster
- Jack Hogan - Charlie Grayson
- Richard Rust - Country Boy
- Dee Pollock - Abel
- Ken Lynch - Fader
- Howard Wright - Sheriff Joe Dobbs
- Ralph Moody - Doc Henry
- Cheerio Meredith - Meg
- Jeff Morris - soldat i Amerikas konfedererade staters armé
- Gary Hunley - The Kid